# Manfred Ländner

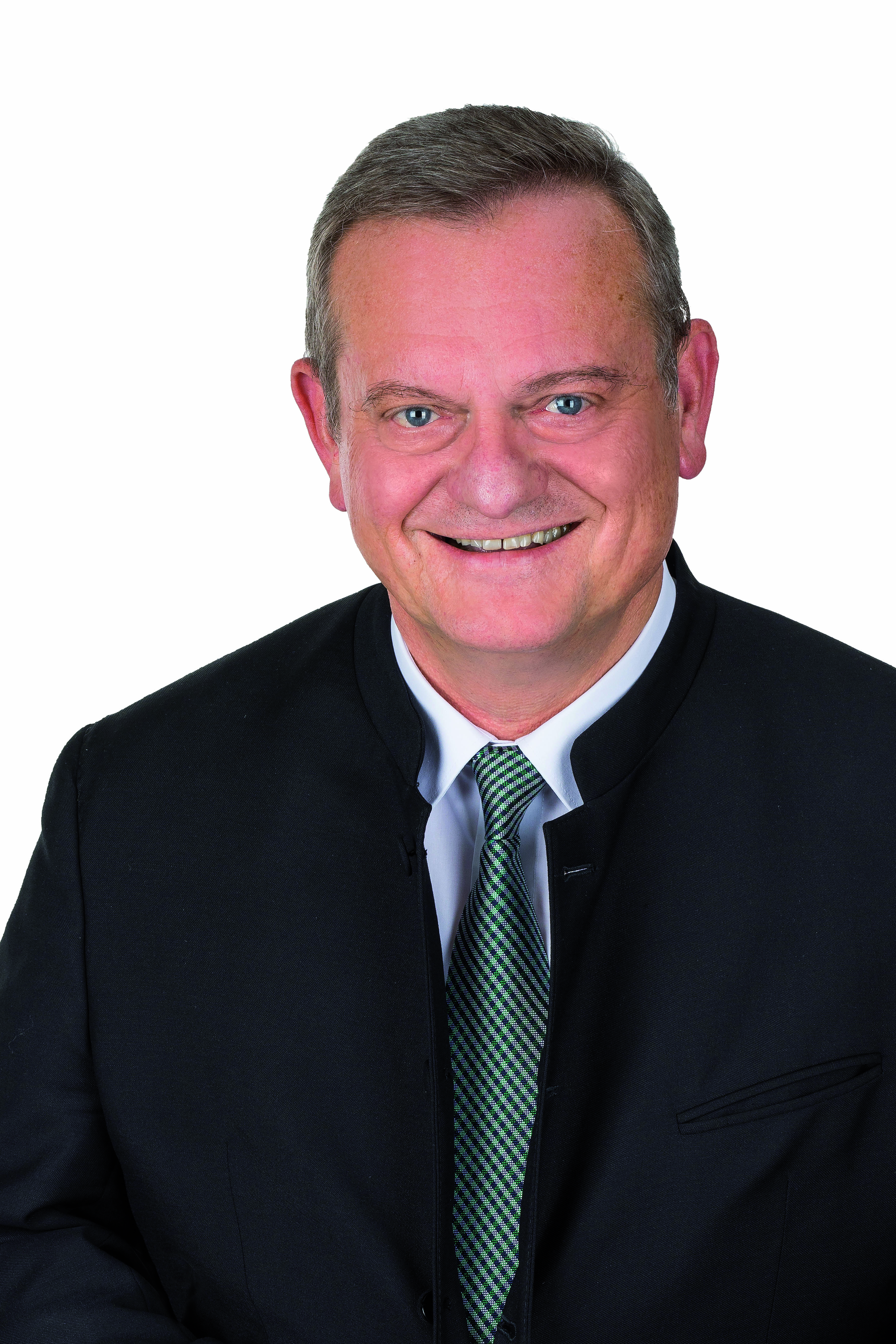
Manfred Ländner, 2018

Manfred Ländner (* 27. November 1958 in Würzburg) ist ein deutscher Verwaltungswirt und Politiker (CSU). Von 2008 bis 2023 war er Landtagsabgeordneter für den Stimmkreis Würzburg-Land (Wahlkreis Unterfranken). 

## Leben
Nach seinem Abitur 1977 am Riemenschneider-Gymnasium in Würzburg studierte er an der Bayerischen Beamtenfachhochschule, schloss als Diplom-Verwaltungswirt (FH) ab und wechselte in den gehobenen Polizeidienst. Er war auch in verschiedenen ehrenamtlichen Funktionen bei der Deutschen Polizeigewerkschaft aktiv und Personalrat des Polizeipräsidiums Unterfranken.
Im Jahre 1977 wurde er Mitglied der CSU, gründete den Ortsverband der Junge Union und wurde 1978 Mitglied des Gemeinderates von Kürnach. In der Zeit von 1996 bis 2002 war er ehrenamtlicher Bürgermeister, bevor er bis 2008 dieses Amt hauptamtlich weiterführte. Seit 1996 ist er Kreisrat im Landkreis Würzburg, von 2002 bis 2015 war er Vorsitzender der CSU-Kreistagsfraktion, nachdem er bereits seit 1991 das Amt des stellvertretenden Vorsitzenden innehatte.
Im Landtag war Ländner stellvertretender Vorsitzender des Ausschusses für Kommunale Fragen, Innere Sicherheit und Sport. Zudem gehörte er dem Rundfunkrat, sowie dem Stiftungsrat der Bayerischen Landesstiftung an. Zur Landtagswahl 2023 trat er nicht erneut an.
Seit 2009 leitet er als Präsident den Nordbayerischen Musikbund. Von 2006 bis 2018 war er 1. Vorsitzender der Kreisgruppe Würzburg  des Bayerischen Jagdverbands.
2021 erhielt er den Bayerischen Verdienstorden.

## Privates
Ländner ist römisch-katholisch, verheiratet und Vater einer Tochter und eines Sohnes.